# سرميان مديات
سرميان مديات (1974) هو فنان ومخرج وممثل وسيناريست ولد في أنقرة. بين عامي 1993-1996 درس المسرح في مركز التعليم العام في منطقة قاضي كوي. دخل جامعة إسطنبول عام 1994 ودرس في قسم الكيمياء لمدة 3 سنوات ولكنه لم يكمل فيها وانتقل إلى كلية إدارة الأعمال وتخرج منها. تعلم على أيدي كبار الفنانين في تركيا في مسرح نوبتشي عام 1998 أمثال فرحان شانصوي وداريا بيكال وراسم اوزتكين وتونجال كورتيز الشهير بـ"الخال رامز" في مسلسل أَزَل. عاد إلى مركز التعليم العام في منطقة قاضي كوي وعمل فيها كممثل ومساعد مخرج. ثم شارك في العديد من المسرحيات مع كبار الفنانين الأتراك. ثم بدأ يخرج بعض الأعمال المسرحية، والسينمائية، كما كتب عدة سيناريوهات لمسلسلات وأفلام منها سيناريو مسلسل جيهان والذي عرض على قناة إم بي سي. ولم يقتصر أعماله في التمثيل فقط، بل كتب أيضا كلمات أغاني لعدة مطربيين مثل مصطفى ججلي، وأوزجان دنيز.
حصل على عدة جوائز من تركيا وخارجها منها جائزة أفضل ممثل وأفضل مخرج من جوائز بوسطن للأفلام العالمية لفيلم "أنا أحبك" Ay Luv Yu.

## وصلات خارجية
- سرميان مديات على موقع IMDb (الإنجليزية)
- سرميان مديات على موقع ألو سيني (الفرنسية)
- سرميان مديات على موقع أول موفي (الإنجليزية)
- سرميان مديات على موقع قاعدة بيانات الفيلم (الإنجليزية)
- سرميان مديات على موقع كينوبويسك (الروسية)